# Хрупища (дем)
Хру̀пища (на гръцки: Δήμος Άργους Ορεστικού, Димос Аргус Орестику) е дем в област Западна Македония на Република Гърция. Център на дема е град Хрупища (Аргос Орестико). Според преброяването от 2001 година дем Хрупища има 13 375 жители. Обхваща селища в Костурското поле и в областта Костенария.

## Селища
Дем Хрупища е създаден първоначално под името Орестида на 1 януари 2011 година след обединение на две стари административни единици – дем Хрупища (до септември 2006 година Орестида) и дем Йон Драгумис по закона Каликратис.

### Демова единица Хрупища
Според преброяването от 2001 година дем Хрупища (Δήμος Άργους Ορεστικού) има 9918 жители и в него влизат следните демови секции и селища:
- Демова секция Хрупища (7560)

- град Хрупища (Άργος Ορεστικό, Аргос Орестико)
- село Семаси (Κρεμαστό, Кремасто)

- Демова секция Бела църква

- село Бела църква (Ασπροκκλησιά, Аспроклисия)
- село Шкрапари (Ασπρονέρι, Аспронери)

- Демова секция Жиковища

- село Жиковища (Σπήλιος, Спилиос)
- село Бухин (Ανθηρό, Антиро)
- село Лучища (Κερασώνα, Керасона)

- Демова секция Жужелци

- село Жужелци (Σπήλαια Спилеа)
- село Долени (Ζευγοστάσιο/Ζευγοστάσι, Зевгостасио или Зевгостаси)

- Демова секция Забърдени

- село Забърдени (Μελάνθιο, Мелантио)
- село Вичища (Νίκη, Ники)
- село Езерец (Πετροπουλάκι Петропулаки)

- Демова секция Либешево

- село Либешево (Άγιος Ηλίας, Агиос Илияс)

- Демова секция Лъка

- село Лъка (Λάγκα, Ланка)

- Демова секция Моласи

- село Моласи (Διαλεκτό, Диалекто)
- село Ресуляни (Βέλος, Велос)

- Демова секция Нестиме

- село Нестиме (Νόστιμο, Ностимо)

- Демова секция Осничани

- село Осничани (Καστανόφυτο, Кастанофито)
- село Мангила (Άνω Περιβόλι Ано Периволи)

- Демова секция Песяк

- село Песяк (Αμμουδάρα, Амудара)
- село Марковени (Αμπελοχώρι, Амбелохори)
- село Витан (Βοτάνι, Вотани)

- Демова секция Скумско

- село Скумско (Βράχος, Врахос)

- Демова секция Старичани

- село Старичани (Λακκώματα, Лакомата)
- село Госно (Λαχανόκηποι, Лаханокипи)
- село Лудово (Κρύα Νερά, Крия Нера)

На територията на демовата единица са и днес изоставените села Головраде (Лувраде), на гръцки Скиеро, Марчища (Като Периволи), Лагор (Лагора).

### Демова единица Йон Драгумис
Според преброяването от 2001 година дем Йон Драгумис (Δήμος Ίωνος Δραγούμη), кръстен на гръцкия дипломат Йон Драгумис, с център Богатско (Вогацико) има 3457 жители и в него влизат следните демови секции и селища:
- Демова секция Богатско

- село Богатско (Βογατσικό, Вогацико)

- Демова секция Здралци

- село Здралци (Αμπελόκηποι, Амбелокипи)

- Демова секция Костараджа

- село Ново Костараджа (Κωσταράζι, Костарази)

- Демова секция Лошница

- село Лошница (Γέρμας, Гермас)

- Демова секция Слимнища

- село Слимнища (Μηλίτσα, Милица)